# Standard Bank

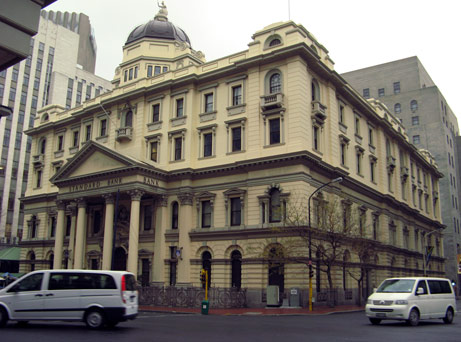
Agência do Standard Bank na Cidade do Cabo.

Standard Bank Group Limited é um dos maiores grupos de serviços financeiros da  África do Sul. Atua em 38 países, dos quais 18 estão na África. Historicamente, era uma filial   do banco britânico Standard Bank, denominada Standard Bank of South Africa.
A sede do banco está situada em  Joanesburgo. 